# One Night in Paris
One Night in Paris – The Exciter Tour – A Live DVD by Anton Corbijn és vídeo de Depeche Mode filmat i dirigit per Anton Corbijn. Inclou un concert enter enregistrat els dies 9 i 10 d'octubre de 2001 al Palais Omnisports de Paris-Bercy de París dins la gira Exciter Tour.
A la portada del disc només hi apareix el dia 10 però és obvi que hi ha material del primer dia com per exemple "It Doesn't Matter Two", que només van interpretar el dia 9 i que el 10 fou substituïda per "Sister Of Night". El primer disc inclou el concert complet mentre que el segon conté documentals de la pel·lícula, entrevistes a la banda, cançons extres i projeccions de la gira. La pel·lícula fou filmada en format 16:9 Betacam Digital anamòrfic utilitzant 13 càmeres.

## Llista de cançons
- DVD: Mute Film / DVDStumm 190 (Regne Unit)
- UMD: Mute Film / DMUMD1 (Regne Unit)

Disc 1 – Concert
1. "Easy Tiger"/"Dream On" (acústica) [Intro]
2. "The Dead of Night" (Exciter, 2001)
3. "The Sweetest Condition" (Exciter, 2001)
4. "Halo" (Violator, 1990)
5. "Walking in My Shoes" (Songs of Faith and Devotion, 1993)
6. "Dream On" (Exciter, 2001)
7. "When the Body Speaks" (Exciter, 2001)
8. "Waiting for the Night"(Violator, 1990)
9. "It Doesn't Matter Two" (Black Celebration, 1986)
10. "Breathe" (Exciter, 2001)
11. "Freelove" (Exciter, 2001)
12. "Enjoy the Silence" (Violator, 1990)
13. "I Feel You" (Songs of Faith and Devotion, 1993)
14. "In Your Room" (Songs of Faith and Devotion, 1993)
15. "It's No Good" (Ultra, 1997)
16. "Personal Jesus" (Violator, 1989)
17. "Home" (Ultra, 1997)
18. "Condemnation" (Songs of Faith and Devotion, 1993)
19. "Black Celebration" (Black Celebration, 1986)
20. "Never Let Me Down Again" (Music for the Masses, 1987)

Disc 2
1. The Preparing – Documental sobre One Night in Paris
2. The Photographing – Fotografies d'Anton Corbijn
3. The Waiting – Entrevistes amb fans
4. The Talking – Entrevistes amb Depeche Mode
5. The Screening – Projeccions de la gira
  1. Waiting for the Night
  2. It Doesn't Matter Two
  3. In Your Room
  4. It's No Good
  5. Black Celebration
6. "Sister of Night" (Ultra, 1997) – Cançó extra
7. The Choosing – Never Let Me Down Again amb l'elecció de tres càmeres en angles diferents
8. The Subtitling – Elecció de subtítols en anglès, francès, alemany, italià, japonès i espanyol per alguns extres
9. Ou de pasqua de Martin Gore cantant "Surrender" en el camerino.

## Posició en llistes
| Llista                               | Posició | Certificació |
| ------------------------------------ | ------- | ------------ |
| Alemanya                             | 54      | 1x Platí     |
| Regne Unit                           | 4       |              |
| U.S. Billboard Top Music Video Sales | 13      | 1x Or        |

## Personal
- Dave Gahan – cantant
- Martin Gore – guitarra, teclats, veus addicionals, cantant
- Andy Fletcher – teclats, veus addicionals
- Christian Eigner – bateria
- Peter Gordeno – teclats, piano, veus addicionals
- Jordan Bailey – veus addicionals
- Georgia Lewis – veus addicionals